# Pterygota
Pterygota este o subclasă de insecte care cuprinde reprezentanți cu aripi. În acest taxon sunt incluse și insecte fără aripi (exp. păduchi), dar conform filogeniei, strămoșii lor au posedat aripi, însă s-au redus și au dispărut în cursul evoluției.